# Aiouea bracteata
Aiouea bracteata  es una especie fanerógama en la familia de las lauráceas. 
Es endémica de Brasil, cerca de São Paulo.

## Fuente
- World Conservation Monitoring Centre 1998.  Aiouea bracteata.   2006 IUCN IUCN Lista Roja de Especies Amenazadas; bajado 20 de agosto de 2007